# Dyfnwal Moelmud
Dyfnwal Moelmud   est un hypothétique roi de Brynaich dans le  Hen Ogledd du Ve siècle

## Contexte
Ce prince présumé du nord de l'île de Bretagne apparaît dans les Harleian genealogies comme le fils de Garbanion ap Coel, et le père de Brân Hen (c'est-à-dire le Vieux) qui hérite le royaume de Bryneich et Cyngar ancêtre des souverains postérieurs. Il est également mentionné dans les Généalogies du Jesus College MS. 20 ,mais le texte est corrompu.Il est peut être à l'origine du  Dyfnwal Moel, mentionné dans le conte de  Culhwch ac Olwen comme  l'un des personnages de la cour du roi Arthur.
La question se pose également du rapport entre ce personnage apparemment historique et le Dunvallo Molmutius  roi légendaire de l’île de Bretagne évoqué par Geoffroy de Monmouth dans son Historia regum Britanniae (vers 1135)   considéré comme un personnage légendaire ou fictif. On considère généralement que l'auteur a trouvé son nom, comme beaucoup d'autres, dans les généalogies telles les Harleian mais quelle raison l'a-t-elle amené à faire de ce Dyfnwal Moelmud un législateur ?

## Sources
- (en) Peter Bartrum, A Welsh classical dictionary: people in history and legend up to about A.D. 1000, Aberystwyth, National Library of Wales, 1993 (ISBN 9780907158738), p. 243-244 DYFNWAL MOELMUD (2). (440)
- Geoffroy de Monmouth Histoire des rois de Bretagne, traduit et commenté par Laurence Mathey-Maille, Édition Les belles lettres, coll. « La roue à livres », Paris, 2004,  (ISBN 2-251-33917-5)